# Озерянівська сільська рада
Озерянівська сільська́ ра́да — колишній орган місцевого самоврядування у складі Центрально-Міського району Горлівки Донецької області. Адміністративний центр — селище Озерянівка.

## Загальні відомості
- Населення ради: 2292 особи (станом на 2001 рік)

## Населені пункти
Сільській раді підпорядковані населені пункти:
- с-ще Озерянівка
- с. Михайлівка
- с-ще Ставки
- с-ще Широка Балка

## Склад ради
Рада складається з 16 депутатів та голови.
- Голова ради: Гранкін Володимир Іванович

### Депутати
За результатами місцевих виборів 2010 року:
- Кількість депутатських мандатів у раді: 16
- Кількість депутатських мандатів, отриманих кандидатами у депутати за результатами виборів: 15
- Кількість депутатських мандатів у раді, що залишаються вакантними: 1

#### За суб'єктами висування
| Суб'єкт висування | Кількість обраних депутатів | %   |
| ----------------- | --------------------------- | --- |
| Партія регіонів   | 15                          | 100 |

#### За округами
| № округу        | Прізвище, ім'я, по батькові     | Дата визнання обраним | Освіта                    | Партійна приналежність | Відомості про обраного депутата                                                     |
| --------------- | ------------------------------- | --------------------- | ------------------------- | ---------------------- | ----------------------------------------------------------------------------------- |
| Партія регіонів |                                 |                       |                           |                        |                                                                                     |
| 1               | Стоян Наталія Миколаївна        | 01.11.2010            | Освіта вища               | член Партії регіонів   | Горлівський мовний інтернат, вихователь                                             |
| 2               | Пушкар Валентина Петрівна       | 01.11.2010            | Освіта вища               | член Партії регіонів   | тимчасово не працює                                                                 |
| 3               | Свістунова Олена Володимирівна  | 01.11.2010            | Освіта середня            | член Партії регіонів   | Фельдшерсько-акушерський пункт с-ще Озерянівка, молодша медсестра                   |
| 4               | Потапенко Світлана Олексіївна   | 01.11.2010            | Освіта середня спеціальна | член Партії регіонів   | приватний підприємець                                                               |
| 5               | Волков Володимир Борисович      | 01.11.2010            | Освіта середня спеціальна | член Партії регіонів   | Будівельно монтажне експлуатаційне управління дорожньої автоінспекції, зварювальник |
| 6               | Мороз Дмитро Валерійович        | 01.11.2010            | Освіта середня            | член Партії регіонів   | тимчасово не працює                                                                 |
| 7               | Карасьова Марія Степанівна      | 01.11.2010            | Освіта середня            | член Партії регіонів   | Центр поштового зв'язку № 4 відділення"Озерянівка", начальник                       |
| 8               | Тютюнник Юрій Миколайович       | 01.11.2010            | Освіта середня спеціальна | член Партії регіонів   | Судово медична експертиза м. Горлівки, молодший медбрат                             |
| 10              | Кочетов Володимир Олександрович | 01.11.2010            | Освіта середня            | член Партії регіонів   | пенсіонер                                                                           |
| 11              | Кірєєв Сергій Олександрович     | 01.11.2010            | Освіта вища               | член Партії регіонів   | Горлівська міська державна лікарня ветеринарної медицини, ветеринарний лікар        |
| 12              | Бабатіна Лариса Анатоліївна     | 01.11.2010            | Освіта вища               | член Партії регіонів   | Озерянівська сільська рада, секретар                                                |
| 13              | Колобанова Олена Іванівна       | 01.11.2010            | Освіта середня            | член Партії регіонів   | приватний підприємець                                                               |
| 14              | Беседа Галина Кузьмівна         | 01.11.2010            | Освіта вища               | член Партії регіонів   | Фельдшерсько-акушерський пункт, молодша медсестра                                   |
| 15              | Зосимова Клавдія Юхимівна       | 01.11.2010            | Освіта вища               | член Партії регіонів   | пенсіонер                                                                           |
| 16              | Перець Петро Михайлович         | 01.11.2010            | Освіта вища               | член Партії регіонів   | приватний підприємець                                                               |